# Japán ortodox egyház (Orosz ortodox egyház)
A japán ortodox egyház az orosz ortodox egyházhoz tartozó autonóm ortodox egyház; autonóm státuszát több ortodox egyház, köztük a konstantinápolyi egyház, nem ismeri el.